# Chợ Lách (huyện)
Chợ Lách là một huyện cũ thuộc tỉnh Bến Tre cũ, Việt Nam.

## Địa lý
Huyện Chợ Lách nằm ở phía tây của tỉnh Bến Tre, có vị trí địa lý:
- Phía đông giáp huyện Mỏ Cày Bắc và huyện Châu Thành
- Phía tây giáp huyện Long Hồ và huyện Mang Thít, phía nam giáp huyện Vũng Liêm, tỉnh Vĩnh Long
- Phía bắc giáp huyện Cai Lậy, tỉnh Tiền Giang
- Phía nam giáp sông Cổ Chiên.

Huyện có diện tích 168,04 km², chiều dài 22,5 km.
Dân số là 147.289 người (tính đến năm 2015), mật độ dân số đạt 877 người/km².
Huyện lỵ là thị trấn Chợ Lách nằm trên tỉnh lộ 57 cách thành phố Bến Tre 45 km về phía tây và cách thành phố Vĩnh Long 20 km về phía đông.
Khí hậu ở đây là nhiệt đới gió mùa mùa mưa từ tháng 5 đến tháng 10.

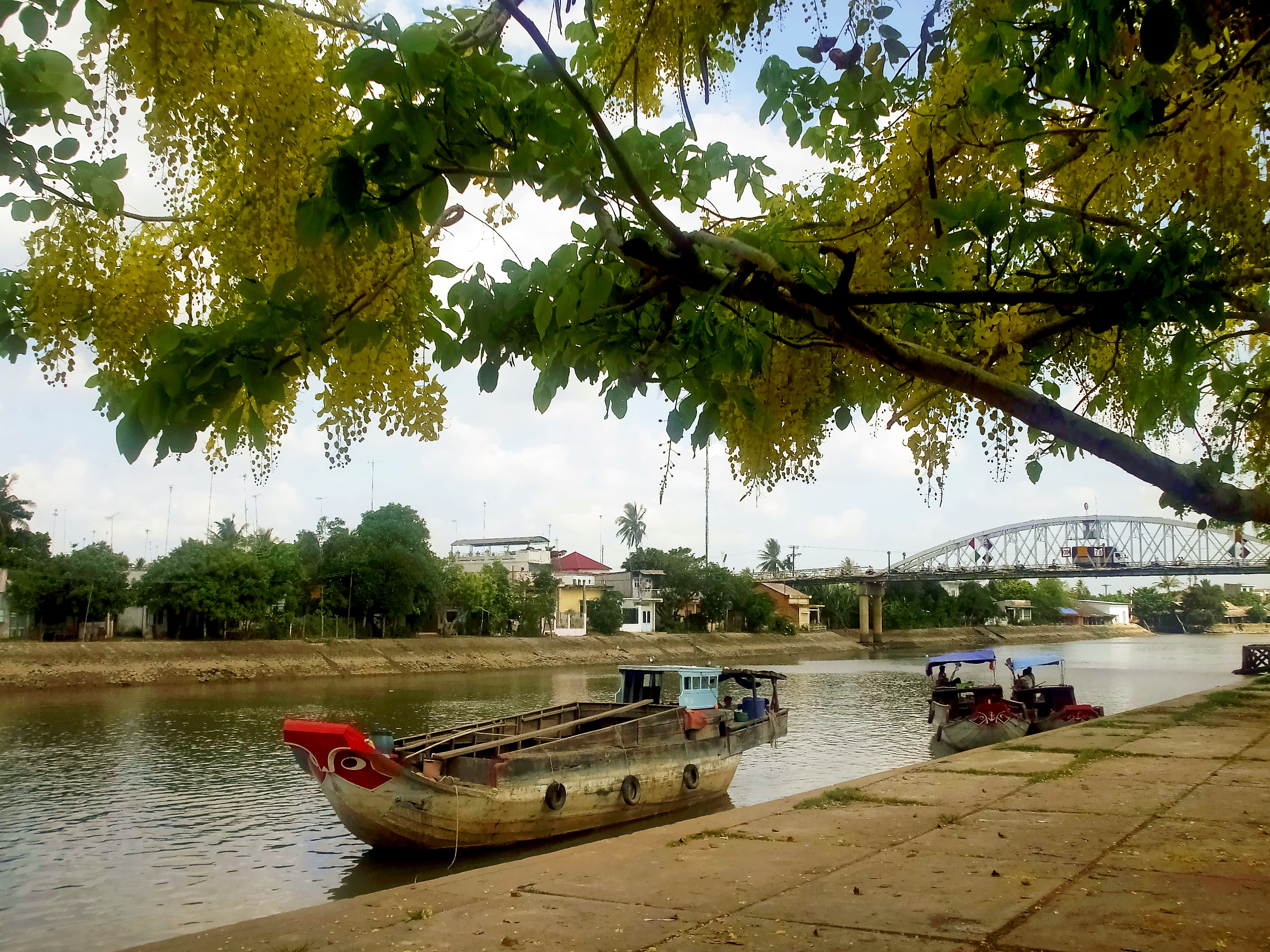
Kênh Chợ Lách, nối sông Cổ Chiên với sông Tiền

## Lịch sử
Trước tháng 8 năm 1945, Chợ Lách là một huyện thuộc tỉnh Vĩnh Long, gồm các làng: Tân Phong, Đông Phú, Bình Hoà Phước, An Bình, Phú Phụng, Sơn Định, Vĩnh Bình, Hoà Nghĩa, Long Thới, Tân Thiềng.
Ngày 27-06-1951, Chợ Lách thuộc tỉnh Vĩnh Trà. Sau năm 1956, Chợ Lách là quận của tỉnh Vĩnh Long, gồm có 5 tổng: Bình Hưng với 3 xã, Bình Xương với 3 xã, Minh Ngãi với 3 xã, Thanh Thiềng với 4 xã, Bình Thiềng với 3 xã; quận lỵ đặt tại xã Sơn Định. Sau năm 1965, các tổng mặc nhiên giải thể.
Trong kháng chiến chống Pháp, theo Quyết định của UBKCHC Nam Bộ (1948), huyện Chợ Lách tách khỏi tỉnh Vĩnh Long nhập về tỉnh Bến Tre.
Sau ngày 30 tháng 4 năm 1975, theo chủ trương điều chỉnh lại địa giới các huyện, thị, huyện Chợ Lách bao gồm 10 xã: Hòa Nghĩa, Hưng Khánh Trung, Long Thới, Phú Phụng, Phú Sơn, Sơn Định, Tân Thiềng, Vĩnh Bình, Vĩnh Hòa, Vĩnh Thành và thị trấn Chợ Lách.
Ngày 14 tháng 3 năm 1984, tách ấp Sơn Quy, 2/3 ấp Bình An và 1/6 ấp Phụng Châu của xã Sơn Định để sáp nhập vào thị trấn Chợ Lách.
Tháng 3 năm 2005, Đảng bộ và nhân dân huyện Chợ Lách đón nhận danh hiệu Huyện Anh hùng.
Ngày 9 tháng 2 năm 2009, Chính phủ ban hành Nghị định 08/NĐ-CP. Theo đó:
- Chia xã Hưng Khánh Trung thành 2 xã: Hưng Khánh Trung A và Hưng Khánh Trung B
- Thành lập xã Phú Mỹ trên cơ sở điều chỉnh một phần diện tích và dân số của xã Phú Sơn
- Chuyển hai xã Hưng Khánh Trung A và Phú Mỹ về huyện Mỏ Cày Bắc mới thành lập.

Trung tâm xã Vĩnh Thành là đô thị loại V
Từ đó, huyện Chợ Lách có 1 thị trấn và 10 xã.
Ngày 1/7/2025, cấp huyện bị bãi bỏ, huyện Chợ Lách, tỉnh Bến Tre cũ được chia ra làm 4 xã:
1. Thành lập xã Phú Phụng trên cơ sở sáp nhập toàn bộ diện tích và quy mô dân số của 2 xã: Vĩnh Bình và Sơn Định, trung tâm đặt tại Ủy ban Nhân dân xã Vĩnh Bình cũ.
2. Thành lập xã Chợ Lách trên cơ sở sáp nhập toàn bộ diện tích và quy mô dân số của thị trấn Chợ Lách và 2 xã Hoà Nghĩa và Long Thới, trung tâm đặt tại Trung tâm hành chính huyện Chợ Lách cũ.
3. Thành lập xã Vĩnh Thành trên cơ sở sáp nhập toàn bộ diện tích và quy mô dân số của xã Tân Thiềng và Phú Sơn, trung tâm đặt tại Ủy ban Nhân dân xã Vĩnh Thành hiện tại.
4. Thành lập xã Hưng Khánh Trung trên cơ sở sáp nhập toàn bộ diện tích và quy mô dân số của xã Vĩnh Hoà và Hưng Khánh Trung B (huyện Chợ Lách cũ) và xã Hưng Khánh Trung A (huyện Mỏ Cày Bắc).

## Hành chính
Huyện Chợ Lách có 11 đơn vị hành chính cấp xã trực thuộc gồm thị trấn Chợ Lách (huyện lỵ) và 10 xã: Hòa Nghĩa, Hưng Khánh Trung B, Long Thới, Phú Phụng, Phú Sơn, Sơn Định, Tân Thiềng, Vĩnh Bình, Vĩnh Hòa, Vĩnh Thành.

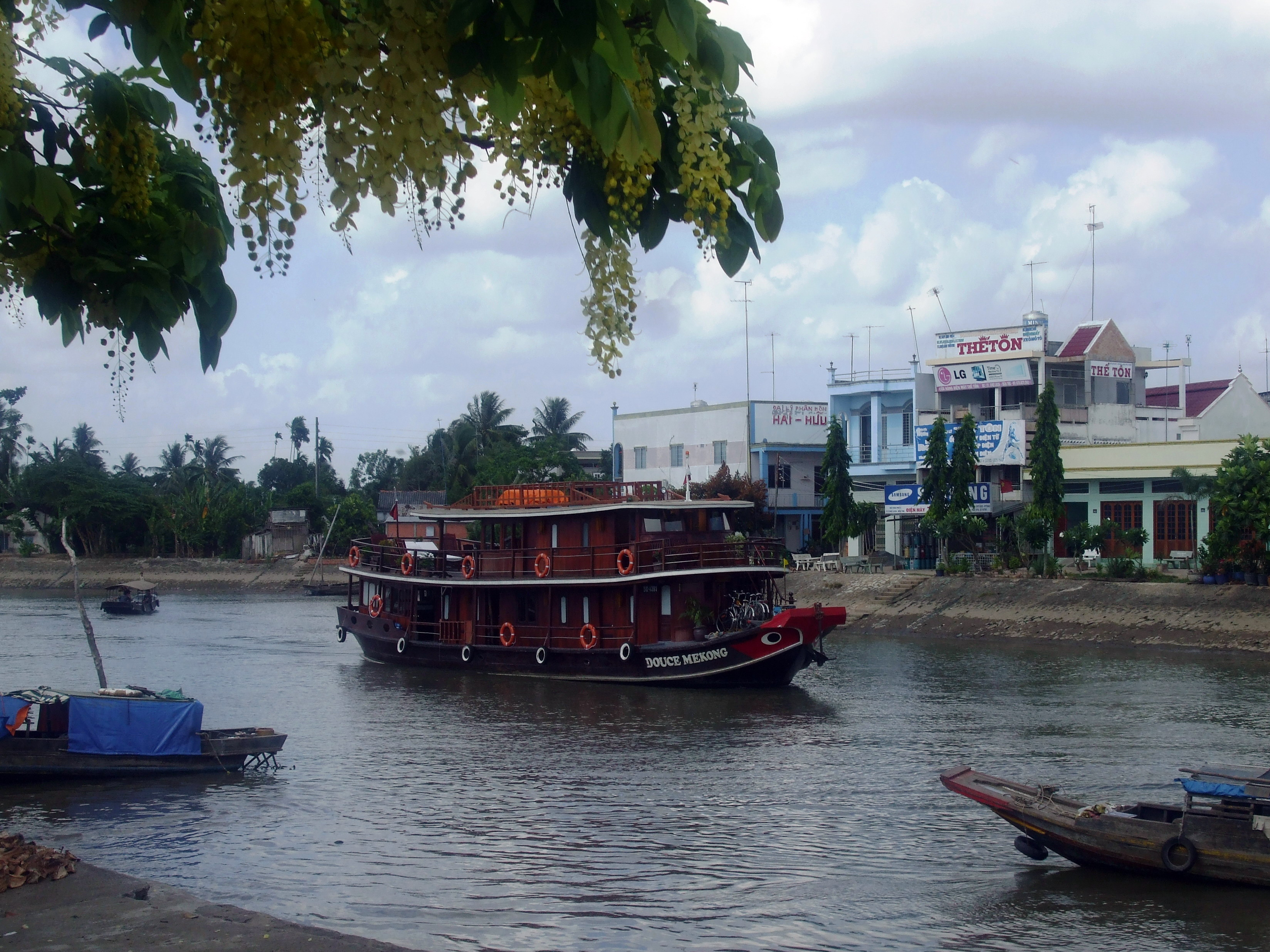
Tàu Douce Mekong trên kênh Chợ Lách

## Kinh tế - xã hội

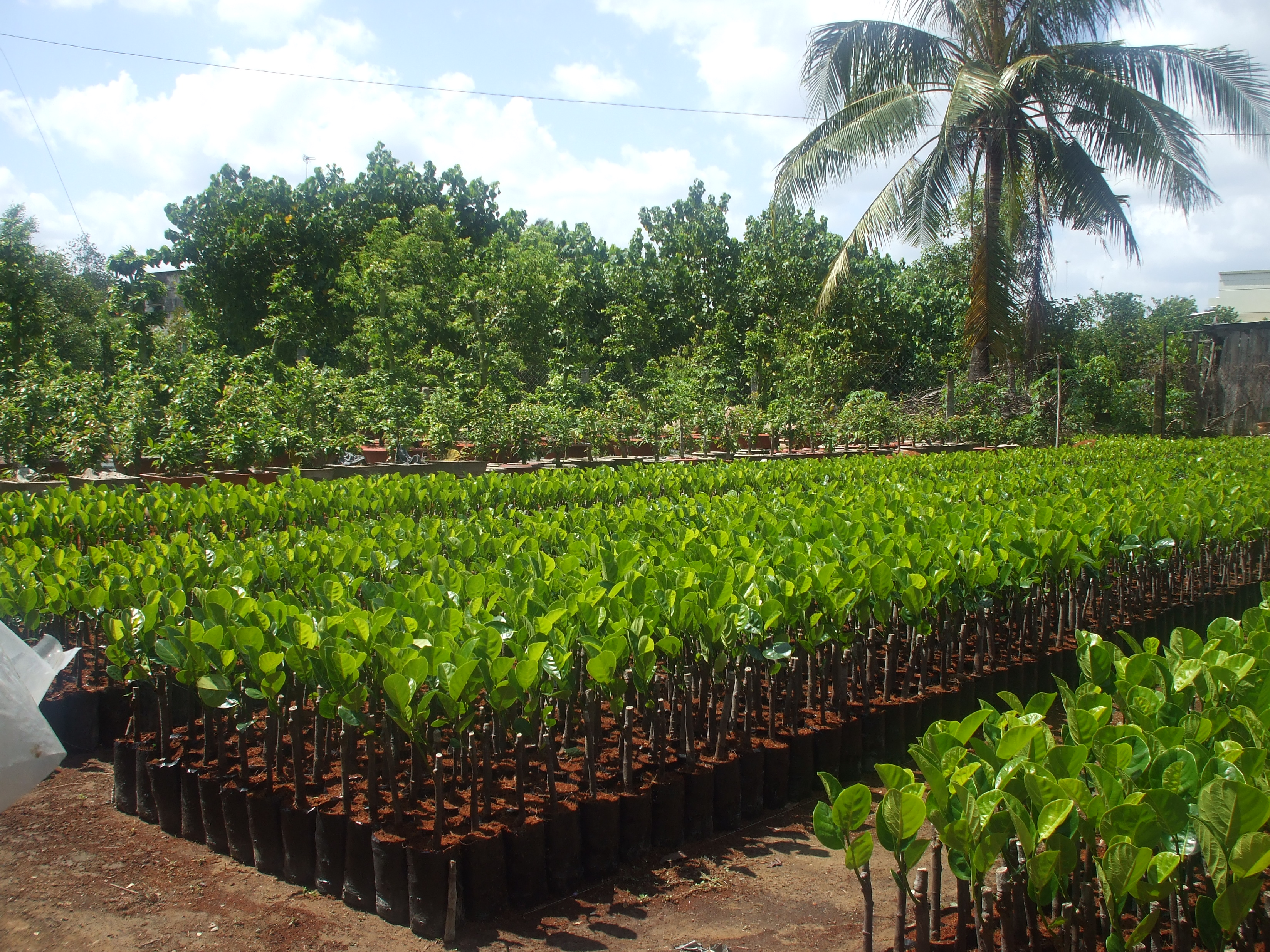
Một vườn cây giống tại Cái Mơn, thuộc huyện Chợ Lách

### Về tốc độ tăng trưởng kinh tế
Chợ Lách là huyện có nền kinh tế vườn phát triển chủ yếu là sản xuất cây giống, hoa kiểng và trồng cây ăn trái. Các sản phẩm trái cây đặc sản của huyện được người tiêu dùng trong và ngoài nước biết đến: sầu riêng, măng cụt, chôm chôm,... Diện tích sầu riêng là khoảng 1.000 ha (10 km²).
Năm 2009, GDP của huyện đạt 12,7%. Cơ cấu kinh tế khu vực I: 50,51%, khu vực II: 14,48% và khu vực III: 35,02% (Theo báo Đồng Khởi)
Năm 1990, diện tích đất trồng lúa của huyện là 5.300 ha; đến năm 1999, diện tích này thu hẹp lại còn 1.500 ha. Trong khi đó, diện tích đất vườn tương ứng tăng từ 7.000 ha lên 10.500 ha.
Tính đến ngày 10-05–2010, toàn huyện có trên 9.000 ha diện tích cây ăn trái cho sản phẩm với sản lượng thu hoạch đạt 32.250 tấn trái cây( theo thông tin từ Sở Khoa học - Công nghệ tỉnh Bến Tre)

### Về sản xuất công nghiệp - tiểu thủ công nghiệp
Tính đến tháng 09-2009, toàn huyện đã có 331 cơ sở sản xuất công nghiệp - tiểu thủ công nghiệp.
Tính đến hết tháng 09-2009, toàn huyện có 2.751 hộ kinh doanh (theo thông tin từ Website tỉnh Bến Tre)
Năm 2009, huyện đã hợp tác với Công ty Cổ phần Du lịch Bến Tre để tiến hành việc khảo sát và lập kế hoạch xây dựng một khu sinh thái nghỉ dưỡng kiểu Homestay tại xã Vĩnh Thành, bên cạnh khu vực nông nghiệp kỹ thuật cao. Đồng thời, khu du lịch nghỉ dưỡng trên cồn An Lương (Long Thới) cũng đã chính thức đi vào hoạt động, ngôi nhà cổ tại xã Long Thới cũng được trùng tu.
Hiện nay, Chợ Lách có 28 làng nghề được công nhận.

### Xã hội
Huyện Chợ Lách có một đa dạng các tôn giáo bao gồm Phật giáo, Thiên Chúa giáo, Cao Đài và Hòa Hảo. Đạo Thiên Chúa có số lượng tín đồ đông đảo nhất trong huyện. Hầu hết các xã trong huyện đều được trang bị nhà thờ, và họ đạo Cái Mơn ở xã Vĩnh Thành là một họ đạo lâu đời và quan trọng trong đạo Thiên Chúa tại Việt Nam, được thành lập từ tháng 02-1872.
Từ năm 2000, huyện đã đầu tư xây dựng mạng lưới giao thông nông thôn với tổng cộng 86 tuyến đường liên kết các xã và ấp, có tổng chiều dài lên tới 132 km. Đường ô tô cũng đã được mở rộng để kết nối với trung tâm từng xã.
Nhiều thôn ấp trong huyện cũng đã được xây dựng cầu khỉ. Cầu Chợ Lách, qua kênh Chợ Lách và nối liền tỉnh lộ 888 từ thị trấn đến xã Phú Phụng (nay là quốc lộ 57),được khánh thành vào ngày 19-05-1994.
Từ năm 1995, huyện Chợ Lách đã được công nhận đạt chuẩn về phổ cập giáo dục tiểu học và chống mù chữ. Trung tâm y tế huyện tại thị trấn có tổng cộng 60 giường và còn có một bệnh xá khu vực với 10 giường. Huyện cũng đã xây dựng 8 trạm y tế, trong đó có 5 trạm có bác sĩ phụ trách. Trung bình, huyện có khoảng 7,5 bác sĩ trên mỗi vạn dân.

## Hình ảnh

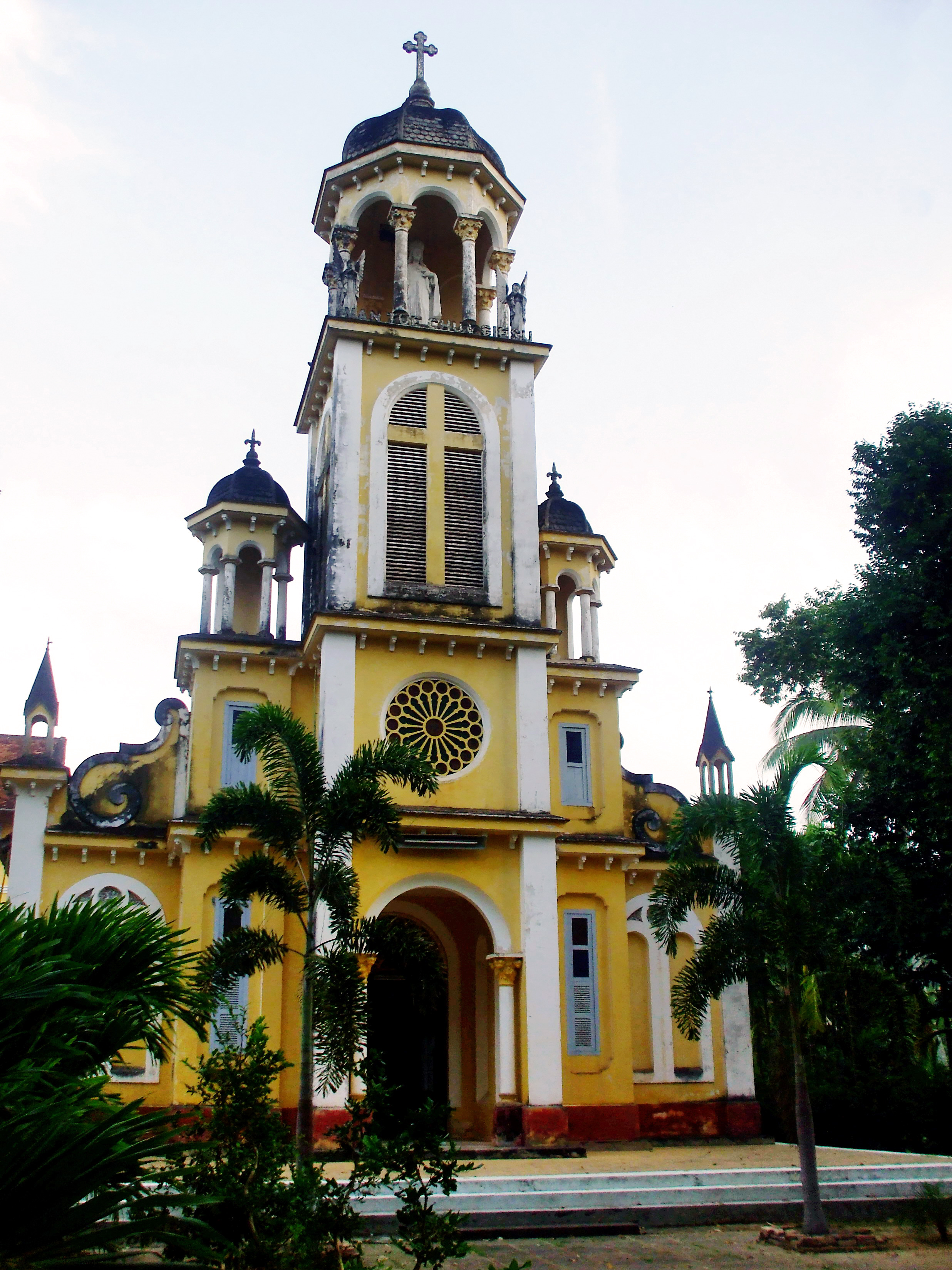
Nhà thờ chính dòng Ki Tô Vua, nay thuộc ấp Long Vinh, xã Long Thới, huyện Chợ Lách.
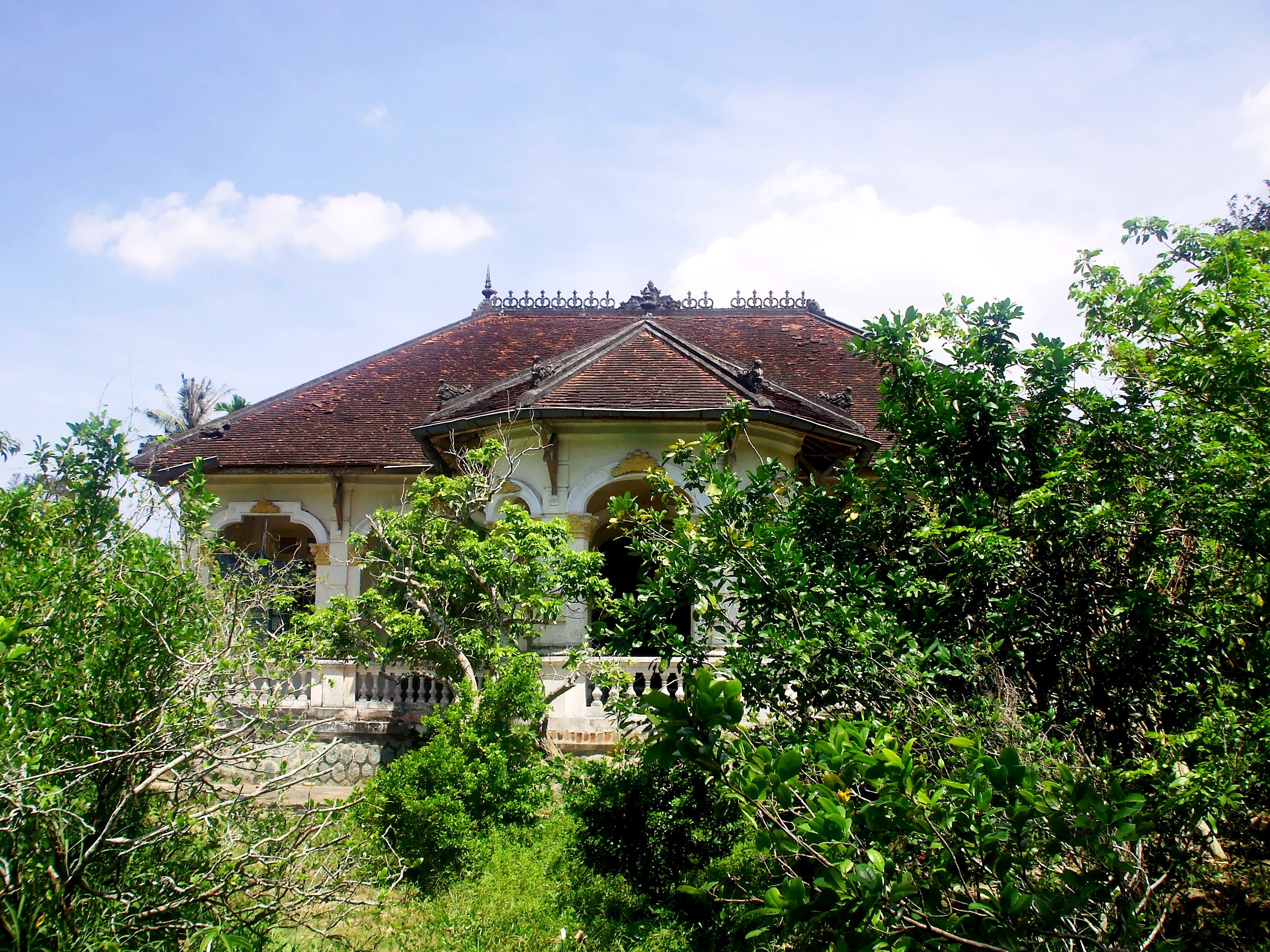
Một ngôi nhà kiểu Pháp tại huyện Chợ Lách.
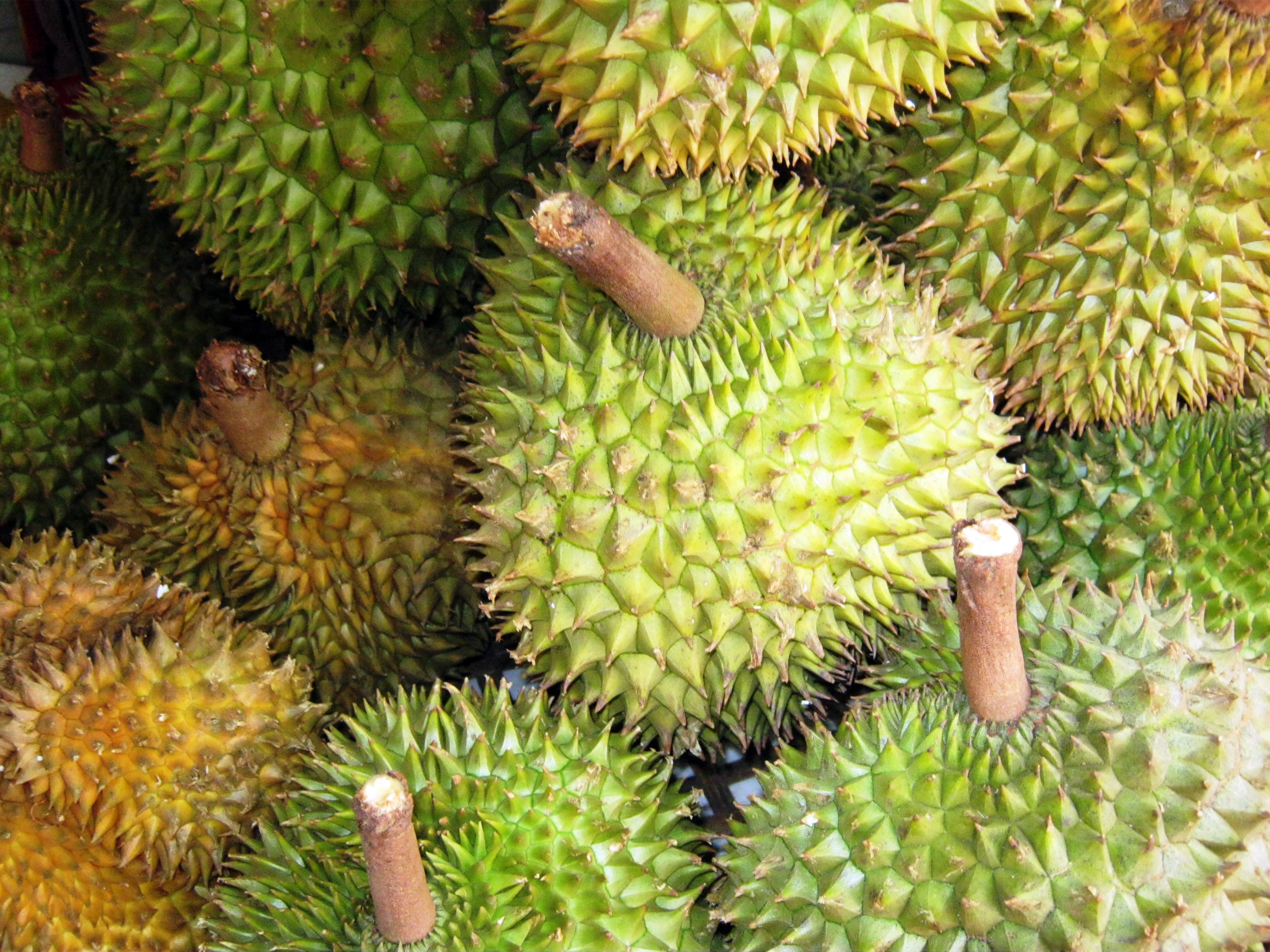
Sầu riêng, một số trong số trái cây có tiếng ở Vườn cây ăn trái Cái Mơn.
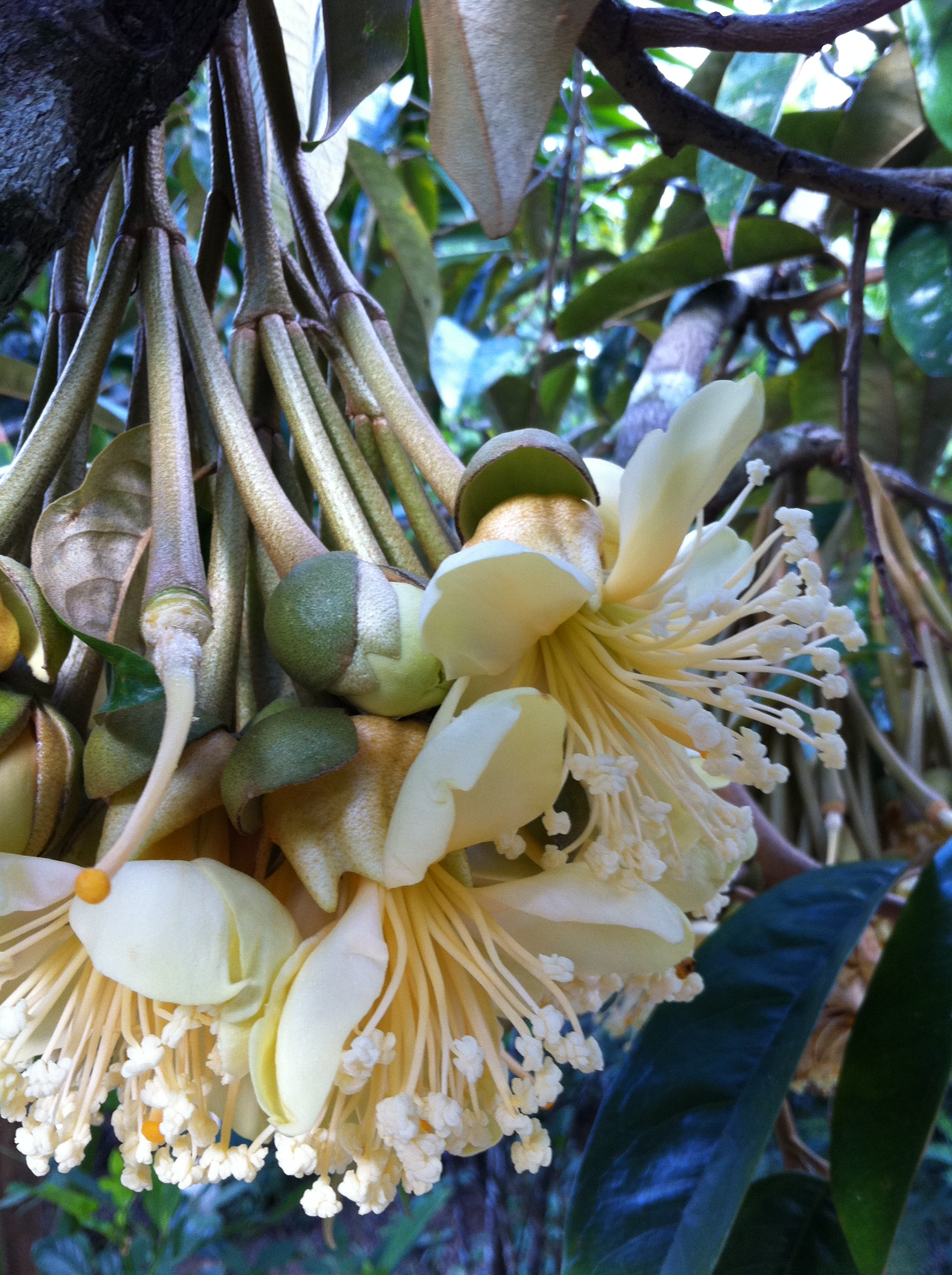
Hoa sầu riêng trái mùa.

## Địa điểm đặc trưng tại Chợ Lách
- Nhà thờ Cái Mơn - Thuộc Xã Vĩnh Thành - một trong những nhà thờ cổ (xây dựng năm 1872) Nam Bộ, nơi sinh hoạt tôn giáo của hơn 90% cư dân xã Vĩnh Thành. Nhà thờ có tháp chuông 9 tầng, cao 56,5m với 6 chuông đúc tại Pháp với tổng trọng lượng lên đến 4.000 kg.[7]
- Nhà bia tưởng niệm nhà bác học Trương Vĩnh Ký, một trong những vị bác học thế kỷ 19, người biết trên 20 ngoại ngữ và có 118 tác phẩm được xuất bản.
- Làng hoa cảnh chợ Lách tại xã Long Thới, tập hợp rất nhiều chậu hoa cảnh, cây bonsai.[8]